# Chris Henchy

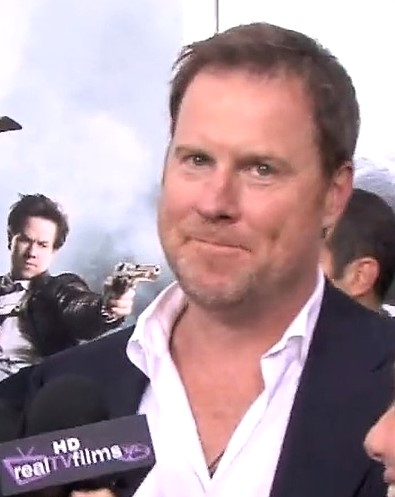
Chris Henchy, 2010

Chris Henchy (* 23. März 1964 in New York City, New York als Christopher Thomas Henchy) ist ein US-amerikanischer Drehbuchautor, Filmproduzent und Executive Producer.

## Leben und Karriere
Chris Henchy wurde im März 1964 in New York City geboren. Seine Karriere begann er 1995 als Drehbuchautor für die kurzlebige Comedyserie Campus Cops – Dümmer geht’s nicht. Es folgten von 1997 bis 2002 Drehbücher für die Fernsehserien Carol läßt nicht locker! und Chaos City. Zusammen mit Marco Pennette erdachte er 2003 für den Sender ABC die Sitcom I’m with Her, bei der Henchy auch den Posten des Executive Producers übernahm. Für die zweite Staffel von Entourage schrieb er zusammen mit Doug Ellin zwei Drehbücher und fungierte als Executive Producer. Danach blieb er bei HBO und ist seit 2009 an der Serie Eastbound & Down beteiligt. 2009 schrieb er zusammen mit Dennis McNicholas das Drehbuch zur Abenteuerkomödie Die fast vergessene Welt und produzierte mit Adam McKay und Will Ferrell die Komödie The Goods – Schnelle Autos, schnelle Deals. Eine weitere Zusammenarbeit mit McKay und Ferrell folgte bei der Comedy-Central-Serie Big Lake (2010) und bei den Filmen Die etwas anderen Cops, The Virginity Hit (beide 2010), Die Qual der Wahl (2012) und Hänsel und Gretel: Hexenjäger (2013).
Chris Henchy ist seit April 2001 mit der Schauspielerin Brooke Shields verheiratet und hat zusammen mit ihr zwei Kinder (* 2003 und * 2006).

## Filmografie (Auswahl)
Als Drehbuchautor
- 1995: Campus Cops – Dümmer geht’s nicht (Campus Cops, Fernsehserie, Episode 1x05)
- 1997–1998: Carol läßt nicht locker! (Alright Already, Fernsehserie, 3 Episoden)
- 2000, 2002: Chaos City (Spin City, Fernsehserie, 3 Episoden)
- 2003–2004: I’m with Her (Fernsehserie, 22 Episoden)
- 2005: Entourage (Fernsehserie, 2 Episoden)
- 2009: Die fast vergessene Welt (Land of the Lost)
- 2010: Die etwas anderen Cops (The Other Guys)
- 2012: Die Qual der Wahl (The Campaign)
- 2020: Impractical Jokers: The Movie

Als Executive Producer
- 2003–2004: I’m with Her (Fernsehserie, 22 Episoden)
- 2005: Entourage (Fernsehserie, 14 Episoden)
- seit 2009: Eastbound & Down (Fernsehserie)
- 2010: Big Lake (Fernsehserie, 10 Episoden)
- 2010: Die etwas anderen Cops (The Other Guys)
- 2010–2011: Funny or Die Presents (Fernsehserie, 24 Episoden)
- 2012: Die Qual der Wahl (The Campaign)
- 2013: Hänsel und Gretel: Hexenjäger (Hansel and Gretel: Witch Hunters)
- 2014: Tammy – Voll abgefahren (Tammy)

Als Produzent
- 2009: The Goods – Schnelle Autos, schnelle Deals (The Goods: Live Hard, Sell Hard)
- 2010: The Virginity Hit
- 2015: Der Knastcoach (Get Hard)
- 2015: Daddy’s Home – Ein Vater zu viel (Daddy's Home)
- 2017: Daddy’s Home 2 – Mehr Väter, mehr Probleme! (Daddy’s Home 2)
- 2018: How to Party with Mom (Life of the Party)
- 2020: Eurovision Song Contest: The Story of Fire Saga

Als Schauspieler
- 2015: Daddy’s Home – Ein Vater zu viel (Daddy's Home, Cameoauftritt)

Als Regisseur
- 2020: Impractical Jokers: The Movie